# АК Либертас
АК „Либертас“ (на италиански: Associazione Calcio Libertas – Футболно сдружение „Либертас“) е футболен клуб от град Борго Маджоре, Сан Марино.
Клубът е основан на 4 септември 1928 година, и играе домакинските си мачове на „Кампо Спортиво ди Борго Маджоре“ с капацитет 1000 зрители. Клубните цветове са бяло и червено.

## Успехи
- Шампионат на Сан Марино:
  -  Шампион (1): 1995/96
  -  Сребърен медал (3): 1991/92, 2011/12, 2012/13
- Купа Титано: 
  -  Носител (11): 1937, 1950, 1954, 1958, 1959, 1961, 1987, 1989, 1991, 2006, 2013/14
  -  Финалист (2): 2006/07, 2014/15
- Суперкупа/Трофео Федерале: 
  -  Носител (4): 1989, 1992, 1996, 2014
  -  Финалист (2): 1987, 2006

## Статистика
Купа на УЕФА / УЕФА Лига Европа
| Сезон   | Турнир           | Кръг          | Държава | Противник       | Домакин | Гост  | Общ рез. |
| ------- | ---------------- | ------------- | ------- | --------------- | ------- | ----- | -------- |
| 2007/08 | Купа на УЕФА     | 1-ви кв. кръг |         | Дрогеда Юнайтед | 1 – 1   | 0 – 3 | 1 – 4    |
| 2012/13 | УЕФА Лига Европа | 1-ви кв. кръг |         | Ренова          | 0 – 4   | 0 – 5 | 0 – 8    |
| 2013/14 | УЕФА Лига Европа | 1-ви кв. кръг |         | Сараево         | 1 – 2   | 0 – 1 | 1 – 3    |
| 2014/15 | УЕФА Лига Европа | 1-ви кв. кръг |         | Ботев (Пловдив) | 0 – 2   | 0 – 4 | 0 – 6    |